# Meudon Hockey Club
Pour les articles homonymes, voir MHC.
Le Meudon Hockey Club est le nom de l'équipe de hockey sur glace de la ville de Meudon (Hauts-de-Seine). Le surnom des joueurs du club, les Comètes, fait référence à l'observatoire astronomique implanté depuis 1876 sur la commune.

## Historique
L'engouement pour les sports de glace, suscité par les jeux olympiques d'hiver de Grenoble en 1968, a entrainé la construction de nombreuses patinoires en France dans la décennie suivante. C'est dans cet esprit qu'une patinoire municipale a été inaugurée à Meudon, début 1974, dans le tout nouveau quartier Meudon-La-Forêt.
Dès 1976, une section hockey sur glace est fondée au sein l'Association Sportive Meudonnaise (avec d'autres sports de glace : curling, patinage artistique, patinage de vitesse). En 1982, la section devient un club indépendant et prend le nom de Meudon Hockey Club.
De 2004 à 2023, l'équipe première du club évolue en Division 2 du championnat de France de hockey sur glace.
À l'été 2021, le Meudon Hockey Club s'est installé dans le nouveau complexe sportif UCPA Sport Station, construit à 100 mètres de l'ancienne patinoire à l'occasion du vaste programme de rénovation urbaine de la Pointe de Trivaux ,
,.
En 2023, l'équipe première rejoint la Division 1 du championnat de France de hockey sur glace.

### Logos

Ancien logo du club (1995).
Ancien logo du club (2011).
Logo actuel (2019)

### Labels
Lors de la saison 2013-2014, la Fédération Française de Hockey sur Glace a mis en place un processus national de labellisation des clubs portant sur les premiers stades de l’apprentissage et de la pratique du hockey sur glace. Deux labels ont ainsi été créés : le label École de Hockey et le label Hockey U9. Le Meudon Hockey Club est l’un des sept premiers club distingués. En 2017, le Meudon Hockey Club a également reçu le troisième label Hockey U11/U13 créé la même année.
En outre, le club est labellisé pour ses qualités d'Arbitrage et TDM (table de marque), pour ses compétences dans l'Encadrement de son équipe d’entraîneurs, ainsi que pour ses actions de développement du Hockey Féminin.

### Palmarès
- Vice-champion de Division 3 en 2003-2004.
- Vice-champion de Division 2 en 2022-2023.

### Résultats saison par saison
| Saison    | Division    | Classement                    | Note                                                                   |
| --------- | ----------- | ----------------------------- | ---------------------------------------------------------------------- |
| 1979-1980 | Nationale C | 2e France                     | Promotion en Nationale B · Finaliste de la coupe de France Nationale C |
| 1980-1981 | Nationale B | 1re Poule Nord                | Forfait en poule de Promotion pour la Nationale A                      |
| 1981-1982 | Nationale C | 13e (Zone Île-de-France)      | Maintien en Nationale C                                                |
| 1982-1983 | Nationale C | 6e (Zone Île-de-France)       | Maintien en Nationale C                                                |
| 1983-1984 | Nationale C | 6e (Zone Île-de-France)       | Maintien en Nationale C                                                |
| 1984-1985 | Nationale C | ?                             | Maintien en Nationale C                                                |
| 1985-1986 | Division 3  | ?                             | Maintien en Division 3                                                 |
| 1986-1987 | Division 3  | ?                             | Maintien en Division 3                                                 |
| 1987-1988 | Division 3  | ?                             | Maintien en Division 3                                                 |
| 1988-1989 | Division 3  | ?                             | Maintien en Division 3                                                 |
| 1989-1990 | Division 3  | ?                             | Maintien en Division 3                                                 |
| 1990-1991 | Division 3  | ?                             | Maintien en Division 3                                                 |
| 1991-1992 | Division 3  | ?                             | Maintien en Division 3                                                 |
| 1992-1993 | Division 3  | ?                             | Maintien en Division 3                                                 |
| 1993-1994 | Division 3  | ?                             | Maintien en Division 3                                                 |
| 1994-1995 | Inactif     | Inactif                       | Inactif                                                                |
| 1995-1996 | Inactif     | Inactif                       | Inactif                                                                |
| 1996-1997 | Division 3  | 6e (Zone Île-de-France)       | Maintien en Division 3                                                 |
| 1997-1998 | Division 3  | 3e (Zone Île-de-France)       | Maintien en Division 3                                                 |
| 1998-1999 | Division 3  | 4e (Zone Île-de-France)       | Maintien en Division 3                                                 |
| 1999-2000 | Division 3  | 3e (Zone Île-de-France)       | Maintien en Division 3                                                 |
| 2000-2001 | Division 3  | 5e (Zone Île-de-France)       | Maintien en Division 3                                                 |
| 2001-2002 | Division 3  | 7e                            | Maintien en Division 3                                                 |
| 2002-2003 | Division 3  | 3e                            | Maintien en Division 3                                                 |
| 2003-2004 | Division 3  | 2e                            | Promotion en Division 2                                                |
| 2004-2005 | Division 2  | 15e                           | Maintien en Division 2                                                 |
| 2005-2006 | Division 2  | 16e                           | Maintien en Division 2                                                 |
| 2006-2007 | Division 2  | 16e                           | Maintien en Division 2                                                 |
| 2007-2008 | Division 2  | 15e                           | Maintien en Division 2                                                 |
| 2008-2009 | Division 2  | 8e (4e Poule Nord)            | Qualification en playoff (8e de finale)                                |
| 2009-2010 | Division 2  | 15e (8e Poule B)              | Qualification en playoff (8e de finale)                                |
| 2010-2011 | Division 2  | 13e (7e Poule B)              | Qualification en playoff (8e de finale)                                |
| 2011-2012 | Division 2  | 8e (5e Poule A)               | Qualification en playoff (quart de finale)                             |
| 2012-2013 | Division 2  | 6e poule A                    | Qualification en playoff (16e de finale)                               |
| 2013-2014 | Division 2  | 4e poule A                    | Qualification en playoff (quart de finale)                             |
| 2014-2015 | Division 2  | 3e poule A                    | Qualification en playoff (quart de finale)                             |
| 2015-2016 | Division 2  | 5e poule A                    | Qualification en playoff (16e de finale)                               |
| 2016-2017 | Division 2  | 7e poule A                    | Qualification en playoff (8e de finale)                                |
| 2017-2018 | Division 2  | 4e poule A                    | Qualification en playoff (8e de finale)                                |
| 2018-2019 | Division 2  | 7e poule A                    | Qualification en playoff (8e de finale)                                |
| 2019-2020 | Division 2  | 2e poule A                    | Qualification en playoff (8e de finale)                                |
| 2020-2021 | Division 2  | Pas de championnat : Covid-19 | Pas de championnat : Covid-19                                          |
| 2021-2022 | Division 2  | 1er poule A                   | Qualification en playoff (quart de finale)                             |
| 2022-2023 | Division 2  | 3e poule A                    | Finaliste des playoffs · Promotion en Division 1                       |

## Effectif actuel
| No    | Nom                      | Nat. | Position       | Arrivée                                  |
| ----- | ------------------------ | ---- | -------------- | ---------------------------------------- |
| +033, | Reyhann Bouteiller       |      | Gardien de but | Formé au club                            |
| +040, | François Hervé           |      | Gardien de but | Formé au club                            |
| +035, | Alexis Neau              |      | Gardien de but | 2021 - Albatros de Brest                 |
| +073, | Maxim Boltushkin         |      | Défenseur      | 2019 - Serebrianye Lvy Saint-Pétersbourg |
| +008, | Kévin Guimbard           |      | Défenseur      | 2018 - Français Volants de Paris         |
| +027, | Alex Pisarik             |      | Défenseur      | 2022 - Remparts de Tours                 |
| +026, | Clément Radolanirina – A |      | Défenseur      | 2021 - Jets d'Évry-Viry                  |
| +024, | Jan Safar – C            |      | Défenseur      | 2022 - Remparts de Tours                 |
| +020, | Albin Torstensson        |      | Défenseur      | 2021 - Tranås AIF                        |
| +043, | Lucas Turlure            |      | Défenseur      | 2022 - Spartiates de Marseille           |
| +015, | Eliott Weber             |      | Défenseur      | 2022 - Etoile Noire de Strasbourg        |
| +012, | Gautier Alvau            |      | Attaquant      | 2022 - Trollhättans HC                   |
| +014, | Axel Benet               |      | Attaquant      | 2022 - Français Volants de Paris         |
| +021, | Phil Bushbacher          |      | Attaquant      | 2022 - Remparts de Tours                 |
| +002, | Jean Hervé               |      | Attaquant      | Formé au club                            |
|       | Alexandre Jeanjean       |      | Attaquant      | 2017 - Bridgton Academy                  |
| +063, | Konstantin Kebets        |      | Attaquant      | 2022 - Dragons de Rouen                  |
| +009, | Kevin Lorcher – A        |      | Attaquant      | 2022 - Drakkars de Caen                  |
| +010, | Antoine Mony             |      | Attaquant      | 2019 - Aigles de La Roche-sur-Yon        |
| +007, | Evgenii Muratov          |      | Attaquant      | 2022 - Pingouins de Morzine-Avoriaz      |
| +029, | Louis Rabelle            |      | Attaquant      | Formé au club                            |
| +019, | Charles Radolanirina     |      | Attaquant      | 2021 - Jets d'Évry-Viry                  |
| +077, | Naum Sahagun             |      | Attaquant      | 2022 - Remparts de Tours                 |
| +047, | Adrien Sebag             |      | Attaquant      | 2020 - Corsaires de Nantes               |
| +050, | Arthur Zavani            |      | Attaquant      | 2020 - Dragons de Rouen                  |